# Luciana Vaccaro
Pour les articles homonymes, voir Vaccaro.
Luciana Vaccaro, née le 27 août 1969 à Genève, est une physicienne italo-suisse, rectrice de la Haute École spécialisée de Suisse occidentale depuis le 1er octobre 2013.

## Biographie

### Origines et famille
Luciana Vaccaro naît le 27 août 1969 à Genève. Elle vit à Naples en Italie à partir de l'âge de trois mois. À l'âge de 10 ans, à la séparation de ses parents, elle reste vivre avec son père, un scientifique professeur d'université. Elle a un frère cadet.
Elle est mariée depuis 1997 à un physicien, rencontré lors de ses études, et mère de deux enfants,. Elle obtient la nationalité suisse en 2017,.

### Études
Après le lycée en latin-grec, elle étudie la physique à partir de 1988 à l'université Federico II de Naples. Elle obtient son diplôme en 1996, puis déménage en Suisse. Après un stage au CERN, elle étudie à l’École polytechnique fédérale de Lausanne et obtient un doctorat en micro-technique en novembre 2000 sur le thème de la microscopie à sonde locale sur les membranes lipidiques sous la direction de la professeure Fabienne Marquis Weible.

### Parcours universitaire et professionnel
De 2000 à 2006, elle est maître assistante  à l'institut de nano-optique de l'université de Neuchâtel  dans le laboratoire de René Dändliker. Elle est chargée de monter des projets de coopération territoriale européenne Interreg avec la France et  est responsable du projet d'université d'été « Highlights in Microtechnology » en microtechnique.  
De 2006 à 2009, elle est responsable de la  direction d'un MAS « Master of Advanced Studies »  à l'institut d'économie et management de la santé  à l'université de Lausanne et travaille sur les questions de la formation universitaire dans l'économie de la santé.
De 2009 à 2013, elle fonde et dirige le « Grant Office » à l'École polytechnique fédérale de Lausanne, qui a pour vocation d'aider et de conseiller le corps universitaire en matière de recherche de financement de la recherche.
Le 1er octobre 2013, elle devient la première femme à la tête de la Haute École Spécialisée de Suisse occidentale qui comprend 28 Hautes écoles réparties dans sept cantons avec plus de 20 000 élèves. Le Comité gouvernemental la reconduit dans ses fonctions de rectrice en 2017 et 2021, chaque fois pour des mandats de quatre ans.  
En 2014, elle est nommée  présidente du conseil de la fondation de l’Espace des inventions, un musée scientifique situé à Lausanne.  
Depuis 2015, elle siège au Comité du Conseil de fondation du Fonds national suisse de la recherche scientifique en tant que représentante de la Conférence des rectrices et recteurs des HES. Entre novembre 2018 et janvier 2023, elle est la vice-présidente du Conseil d’administration d’Innosuisse. En octobre 2022, elle est nommée présidente de la Conférence des recteurs des hautes écoles suisses (swissuniversities) pour février 2023, succédant au Genevois Yves Flückiger.   

## Distinction
En novembre 2022, elle reçoit la médaille de Chevalier de la Légion d'Honneur par l'ambassadeur de France à Berne.